# Walter Claessens
Walter Claessens (Wilrijk, 4 februari 1924 - 27 juli 1998) was een Vlaams acteur en theaterdirecteur.
In het theater was Claessens van 1974 tot 1982 directeur van het Antwerpse Reizend Volkstheater, tegenwoordig Theater Zuidpool.
Claessens had rollen in de langspeelfilms Het gezin van Paemel en Zaman, naast televisierollen in de series Familie Backeljau, Midas, Langs de Kade, Bompa en Drie mannen onder een dak. In Drie mannen onder een dak vertolkte hij het personage van John de cafébaas.
Claessens overleed op 74-jarige leeftijd en werd gecremeerd en uitgestrooid op de strooiweide van Schoonselhof.